# Capillipedium kwashotense
Capillipedium kwashotense là một loài thực vật có hoa trong họ Hòa thảo. Loài này được (Hayata) C.C.Hsu mô tả khoa học đầu tiên năm 1962.